# Acolutha albipunctata
Acolutha albipunctata là một loài bướm đêm trong họ Geometridae.